# Arboles
Arboles is een plaats (census-designated place) in de Amerikaanse staat Colorado, en valt bestuurlijk gezien onder Archuleta County.

## Demografie
Bij de volkstelling in 2000 werd het aantal inwoners vastgesteld op 232.

## Geografie
Volgens het United States Census Bureau beslaat de plaats een oppervlakte van
13,8 km², waarvan 13,6 km² land en 0,2 km² water.

## Plaatsen in de nabije omgeving
De onderstaande figuur toont nabijgelegen plaatsen in een straal van 56 km rond Arboles.